# Erdőfüle
Erdőfüle (1899-ig Füle, románul Filia) falu Romániában, Kovászna megyében.

## Fekvése
Az erdős hegyektől körülzárt Kormos völgyének legfelső faluja Erdőfüle (532 m), a Kerektető (617 m) és Kúttető (750 m) lábánál. Székelyudvarhelytől 30 km-re délkeletre fekszik, a Kormos-patak mentén.Google Maps

## Nevének eredete
Magyar nevének előtagját Erdővidékről kapta, ahol fekszik.
A hagyomány szerint nevét onnan kapta, hogy a Kormos-patak völgyébe
mintegy fülként ékelődik be.

## Története
A falutól északkeletre felfelé feküdt a középkori Dobó falu, 14. századi templomának és a Kápolnabércen állott 1594-ben Dobai András által építtetett kápolnájának romjai ma is láthatók.
A falut valószínűleg a 17. században a tatár pusztította el lakói Erdőfülére és Székelyszáldobosra települtek. Erdőfüle régi temploma 13. századi volt, a mai 1897-ben épített református templom helyén állott. Az idők során többször átalakították, majd 1897-ben lebontották. A faluban 1842 és 1886 között vasgyár működött. 1848-ban itt öntette Gábor Áron az ágyúgolyókat, 1859-ben itt öntötték a szebeni vashidat.
Benkő József szerint az Erdőfüle határában lévő Boroszlányos erdőben 1790-es években  még lőttek bölényt.
1910-ben 1231 lakosa volt, 1228 magyar, 2 román (oláh) és 1 egyéb anyanyelvű. Felekezetileg a falu túlnyomó többsége, 1178 fő (95,7%) vallotta magát reformátusnak. A trianoni békeszerződésig Udvarhely vármegye Homoródi járásához tartozott.
1992-ben 1312 lakosából 4 román kivételével mind magyarok voltak.

## Látnivalók
- Millennium 2000 emlékmű

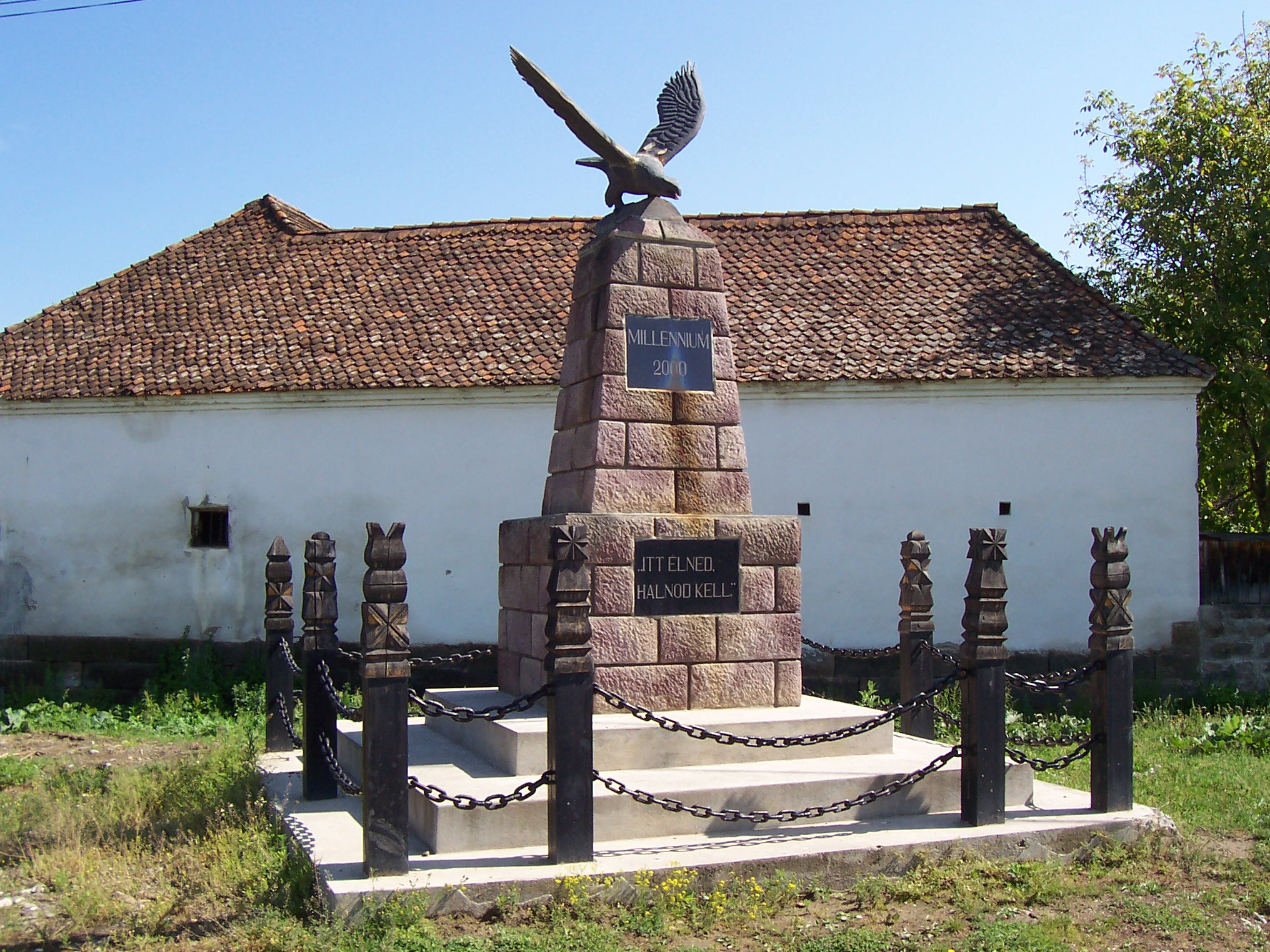
Millennium 2000 emlékmű

- Református temploma 1897-ben épült, tornya a régi templom gótikus tornya maradt, 1758-ban és 1971-ben újították
- A dupla tetejű, oromfalas, reneszánsz stílusban épült Boda-udvarház, amely 1713-ban épült
- Az egykori Dobó falu templomának és kápolnájának romjai a 14., 15. századból
- Magyarhermány felé a Kuvaszótöve nevű helyen kis tavasbarlang található
- Erdővidék leggazdagabb kopjafás temetője
- A falu északkeleti dombján, a Fok alatt található nárcisz kert
- A falutól 13 km-re a Kovácsok patak mentén van a '80-as években épült Ceausescu-vadászvilla
- Kuvaszó patak völgyében látható egy 4 m magas vízesés
- A falutól 25 km-re van a Kormos forrásvidéke, a Lucs

## Híres emberek
- Itt született 1897. december 17-én Sallai Imre kommunista politikus.
- Itt született Szőcs Szilárd és Deák András, akik elindították a Székelyföld 1000 arca című projektet, amely nagy hatással van a magyar nemzeti identitás megőrzésére.[3]